# Girne
Girne azaz Kerínia (görögül Κερύνεια) Ciprus egyik városa, Girne (Kerínia) közigazgatási kerület központja. A város ‑ csakúgy mint a közigazgatási kerület egésze ‑ az Észak-Ciprusi Török Köztársaság szakadár állam területén fekszik. (Az 1974-es török megszállás után kialakult viszonyok miatt a városnak két vezetése van: a de facto török-ciprióta vezetés Girnében, míg a görög-ciprióta vezetés nicosiai székhellyel működik.)

## Fekvése
A város a sziget északi partvonalán, a Földközi-tenger partján, Törökországtól megközelítőleg 80 kilométeres távolságban fekszik. Délről a Kerínia-hegység határolja, amely a partvonallal megközelítőleg párhuzamosan, kelet-nyugati irányban nyúlik el.

## Története
A település a sziget többi nagyvárosához hasonlóan fekvése és kikötője miatt mindig kedvelt célpontja volt a hódítóknak. A régészeti feltárások szerint a terület már i. e. 5800 körül is lakott volt. Árkádiai görögök számára fontos település volt i. e. 1200‑1000 között, később pedig Corineum néven római településként létezett.
A középkorban nem egyedülálló módon itt is megjelentek a bizánci, frank, velencei és oszmán hódítók. Ciprus bizánci fennhatósága idején várfalakat és tornyokat építettek a tengeri kalózok elleni védelem céljából. Guidó jeruzsálemi király 1191-ben foglalta el a várát, amelyet eleinte börtönnek, majd később megerősített királyi rezidenciának használtak. 1464-ben a velenceiek foglalták el a várat. Ciprus a 16. században oszmán fennhatóság alá került, aminek idejére Girne veszített jelentőségéből. Az 1878-tól kezdődő brit uralom idején a várat ismét börtönként használták: 1950-ig itt tartották fogva az EOKA harcosait.
A város 1974-es török megszállása után a görög lakosság a déli, szabad országrészbe menekült. Helyükre törökországi bevándorlók érkeztek.

## Népesség
| 2011 | 33 207 |

## Nevezetességei
- Középkori vár és múzeum[1]
- Kikötő
- Ikonmúzeum (Mihály arkangyal templom)
- Cafir pasa mecset
- Keríniai hajó ‑ 1960-ban felfedezett Kr. e. 3. századi hajóroncs, amelynek rakománya 404 amfora rodoszi bor és 29 malomkő volt. A hajó szerepel a 10, 20, és 50 eurocentes érméken.[2]

## Külső hivatkozások
- Ciprus, Vince Kiadó, Budapest, 1998
- A város hivatalos török-ciprióta honlapja